# Конфлікт у Ківу
Конфлікт у Ківу (фр. Guerre du Kivu) — збройний виступ генерала Нкунди в східних конголезьких провінціях під приводом захисту народності тутсі в 2004 — 2008 роках.
Збройний конфлікт між військами Демократичної Республіки Конго (ВСДРК), збройними формуваннями хуту — Демократичні сили звільнення Руанди (ДСЗР), Місії Організації Об'єднаних Націй в Демократичній Республіці Конго проти збройних формувань тутсі під командуванням Лорана Нкунди (Національного конгресу народної оборони (НКНО)), за підтримки бан'ямуленге в Східному Конго, і уряду Руанди, який складається з тутсі.

## Хід конфлікту
- Навесні-влітку 2004 генерал Лоран Нкунда спільно з полковником Жулем Мутебутсі підняв заколот і на чолі двохтисячного корпусу атакував столицю Південного Ківу місто Букаву під приводом захисту національної меншини тутсі від підготовлюваного повторення руандійських подій. Уряд ДР Конго звинувачувався в бездіяльності та потуранні бойовикам хуту Інтерахамве, які господарювали в прикордонних з Руандою таборах біженців. В ході боїв за місто 20 солдатів урядових сил загинули, а місто перейшло в руки заколотників. Але президент Жозеф Кабіла заявив про намір відновити конституційний порядок в регіоні[4]. Урядові війська під проводом генерала Феліса Мбуза Мабе вже за тиждень витіснили заколотників з Букаву на північний захід[5]. У війську Нкунди стався розкол. Його соратник Мутебутсі емігрував до Руанди.
- У 2005 Нкунда помітно посилився, ряди його прихильників поповнилися дезертирами з урядової армії, що раніше належали РКД.
- У 2006 Нкунда заявив про створення Національного конгресу народної оборони.
- 30 серпня 2007 тисячний корпус Лорана Нкунди атакував місто Катале, 60 км на північний захід від столиці провінції Гома[6]. 11 грудня 2007 захопив місто Мушака на сході країни (в 40 км на північний захід від Гома - столиці провінції Північне Ківу)[7].
- У жовтні 2008 року Лоран Нкунда відновив бойові дії в Північному Ківу.
- 22 січня 2009 Лоран Нкунда був заарештований під час спільної військової операції конголезької та руандійської армії після своєї втечі до Руанди[8]

## Конфлікт у Ківу у 2012 р.
У квітні 2012 року солдати-тутсі підняли заколот проти уряду Демократичної Республіки Конго. Бунтівники сформували повстанське угрупування «Рух 23 березня»(М23), що складається з колишніх членів «Національного конгресу народної оборони Конго». Заколот очолив Боско Нтаганда.
20 листопада 2012 «Рух 23 березня» взяло під свій контроль місто Гома.